# تفشي شلل الأطفال في الفلبين 2019-21
تفشي شلل الأطفال في الفلبين 2019-21 عُد وباء. على مدى السنوات الـ19 الماضية كانت الفلبين خالية من أي أمراض مرتبطة بشلل الأطفال. كان ذلك حتى 14 سبتمبر 2019 عندما بدأ المرض في الظهور من خلال نتيجة اختبار إيجابية أجريت على فتاة تبلغ من العمر 3 سنوات من مينداناو. بعد تأكيد حالة ثانية من الاختبارات التي أجريت لطفل يبلغ من العمر 5 سنوات، أعلنت حكومة الفلبين علنًا تفشي شلل الأطفال في 19 سبتمبر 2019. في 11 يونيو 2021 أعلنت منظمة الصحة العالمية أن تفشي المرض قد انتهى.
وفقًا لمنظمة الصحة العالمية قضت الفلبين على شلل الأطفال في عام 2000.

## علم الأوبئة
في 19 سبتمبر 2019 تم الإبلاغ عن تفشي مرض شلل الأطفال في الفلبين. بعد الإبلاغ عن حالتين من حالات شلل الأطفال، فتشت السلطات عدة أماكن بما في ذلك مترو مانيلا ومدينة دافاو. تم التأكد من أن العينات المأخوذة من عدة أماكن في جميع أنحاء مانيلا تحتوي على «فيروس شلل الأطفال المشتق من اللقاح» من النوع 2 (VDPV2)، على غرار العامل الممرض الموجود في أول حالتين مؤكدتين. قررت الحكومة تطعيم جميع الأطفال بغض النظر عما إذا كانوا مصابين بشلل الأطفال أم لا. عملت المبادرة العالمية لاستئصال شلل الأطفال مع حكومة الفلبين في حملة تطعيم ضخمة ضد شلل الأطفال، كما تتعاون منظمات غير حكومية أخرى مثل الصليب الأحمر في الحملة أيضًا.
تم تأكيد أربع حالات اعتبارًا من 5 نوفمبر 2019: الأولى كانت لفتاة تبلغ من العمر 3 سنوات في لاناو ديل سور مع الحالات الأخرى المبلغ عنها في لاجونا وماغوينداناو وسلطان كودارات. يُعتقد أن عدم ثقة الجمهور في نظام الرعاية الصحية السيئ في البلاد هو سبب تفشي شلل الأطفال.
هذه ليست أول فاشية للمرض في الفلبين في عام 2019. في فبراير 2019 حدث تفشي مرض الحصبة نتيجة لانعدام ثقة الجمهور في نظام الرعاية الصحية الضعيف في الفلبين. اعتبارًا من يناير 2019 كانت الفلبين تكافح تفشي حمى الضنك، وهو أسوأ انتشار لحمى الضنك شهدته الفلبين منذ عام 2012. مثل تفشي الحصبة كان تفشي حمى الضنك أيضًا بسبب عدم ثقة الجمهور في حملة التطعيم ضد حمى الضنك في عام 2012.

## الاستجابة

### المحلية
خلال هذا الوباء، عملت منظمة الصحة العالمية واليونيسف والمجتمعات الطبية الخاصة الأخرى جنبًا إلى جنب لمساعدة وزارة الصحة الفلبينية في إجراء عمليات تطعيم هائلة في جميع أنحاء مترو مانيلا ومدينة دافاو وماراوي والمدن الرئيسية الأخرى في البلاد. سعت الحملة إلى إنهاء انتشار الفيروس القاتل. وفقًا للصليب الأحمر الفلبيني، حدثت مدة حملة التطعيم الجماعي بين 14 و27 أكتوبر 2019، عدد الأطفال الذين كانوا يهدفون إلى تلقيحهم هو 65.000 طفل.
اعتبارًا من 2 أكتوبر 2019، تعهد الاتحاد الدولي لجمعيات الصليب الأحمر والهلال الأحمر بتقديم 336.700 دولار أمريكي من أموال الإغاثة في جهود القضاء على شلل الأطفال في الفلبين.

### الدولية
لا يقتصر تفشي المرض على إثبات خطر على مواطني الفلبين، ولكن الدول المجاورة الأخرى تراقب انتشار المرض أيضًا. أصدرت سفارة جمهورية إندونيسيا لدى الفلبين نصيحة استشارية تهدف إلى منع انتشار شلل الأطفال.